# Des boulons dans mon yaourt
Des boulons dans mon yahourt sous-titrée « Quel âge avait Rimbaut ? » est une pièce de théâtre française produite par la troupe du Café de la gare et créée en 1969. Comédie en prose. Cette pièce composée d'une série de tableaux humoristiques et loufoques représente le démarrage de la nouvelle vague du Café-théâtre de Paris.

## Intrigue
Jeux de mots, successions de tableaux humains, de portraits au vitriol, dans l'esprit « bête et méchant » de journaux satiriques comme Hara-kiri ou Charlie Hebdo. 

## Autour de la pièce
Devenue l'emblème du genre Café-théâtre, cette pièce laisse libre cours à l'improvisation de ses protagonistes, écrivant et améliorant chaque soir de représentation, les gags, les dialogues et la scénographie dans une inspiration très libertaire à l'arrière goût de mai 68. Extrait : « En Général, Joffrin nous dit : « À Toul, ai perdu mon dentier ». En général, j'offre un outil à tous les pères du monde entier ».  À cause de son addiction à l'alcool qui l'a rendu violent contre Romain Bouteille et Patrick Dewaere, Coluche est contraint de quitter la troupe, en pleine préparation de « Des boulons dans mon yaourt ». Un disque de la pièce est enregistré et commercialisé la même année sous le label Delamarre. 

## Distribution
- Mise en scène : Romain Bouteille
- Adaptation et dialogues : Collective, troupe du Café de la Gare

- Catherine Mitry
- Jean-Michel Haas
- Henri Guybet
- Miou-Miou
- Patrick Dewaere, crédité « Patrick de Waëre »
- Romain Bouteille
- Sotha